# 青山和夫
青山 和夫（あおやま かずお、1907年12月28日 - 1997年4月25日）は、戦前、戦中の共産主義者、無政府主義者、政治運動家。本名は黒田 善次（くろだ ぜんじ）。ペンネームは、考古学・古代研究では佐久達雄を、万葉研究では根津君夫、根津哲夫を用い、その他に服部智治、林秀夫なども用いた。重慶政府国際宣伝処の対日工作顧問で、コミンテルンの指令で対日工作に従事した。

## 人物
杉浦重剛が設立した日本中学を卒業後、明治大学に入学するも中退。銀行員のかたわら密かに日本共産党員としてベトナムで活動した。1933年5月には、日本戦闘的無神論者同盟に参加。一方、唯物論研究会にも加わり、主に古代史部会で研究に従事していた。1934年に検挙され、1935年に懲役2年、執行猶予4年の刑を受けたが、転向文書に署名して出獄した。以後、上海に渡り、日中戦争勃発後は中国国民政府によって国際問題研究所顧問として招聘され、敵情研究及び反戦事業に従事した。
朝鮮民族前線連盟と交流し、武漢在住朝鮮人の状況をよく把握していたため、1938年8月、「国際義勇軍組織計画方案」を立案して朝鮮義勇隊を創設・参加した。また、青山研究室を設置して反戦捕虜組織の設置を進め、鹿地亘とは日本人民反戦同盟の主導権を巡って対立関係にあった。1940年4月1日、鎮遠の和平村収容所にて反戦捕虜組織の和平村研究班を設置。同研究班は1943年9月、日本民主委員会に改編。
1943年、国民政府への協力拒否を貫き捕虜の中で一定の勢力を持っていた山田信治少佐（1940年8月7日捕虜）に誘引工作を行うも拒否される。1944年末ごろに鹿地に敗北し、山田少佐からも拒絶、以降は軍統などの国民党特務と結託し、反戦同盟と対立関係にある右派組織の日本民主革命同志会を盛り立てようとした。
戦後、重慶から帰国した青山は1946年4月3日の朝日新聞で 「尾崎秀実君から（日米戦がはじまるぞ）と予告を私たちに伝えてきた。そのため、連合国のいっさいの準備ができた。尾崎がしらせたのはソ連と中国であったが、私は英国と米国へ”戦争の準備はいいか”と はっきり駄目を押したところ、両国とも”大丈夫”と答えた。」 と真珠湾攻撃前の情報工作について述べている。倉前盛通は、この青山証言から連合国側は事前に真珠湾攻撃を知っていたと主張している。

## 著書
- 『日本古代社会史』、『東洋古代社会史』（いずれも白揚社、1934年、佐久達雄名義）
- 『謀略熟練工』妙義出版 1957
- 『反戦政略 中国からみた日本 戦前・戦中・戦後』三崎書房 1972